# Thocomerius van Walachije
T(h)ocomerius/Tihomir/Togomer/Totomer/Tugomir/Toq-Timur was een Koemaanse of Roemeense woiwode van het land ten zuiden van de Karpaten (tussen circa 1290 - circa 1310). Het kan dat Thocomerius de vader was van Basarab I, de stichter van Walachije.

## Speculaties
Soms wordt Thocomerius gehouden voor Radu Negru, de mythische woiwode, die volgens 17e-eeuwse verhalen de stichter was van Walachije.

### Turkse versie
Volgens de Turken was hij de minderjarige Mongoolse prins Toq-Timur, de zoon van Mongke-Timur (5e Khan van de Blauwe Horde), die in de regio woonde. Hij zou de oostelijke delen van Walachije besturen.

### Slavische versie
Zijn Slavische naam is Tikhomir, een typische Slavische naam, die van de Slavische woorden voor "stilte" en "vrede" komt. Misschien is Thocomerius verward met de bojaar Tikhomir die in het nabije Bulgarije was.